# Gouvernement Lula da Silva I
Pour les articles homonymes, voir Gouvernement Lula.
République fédérative du Brésil
Cardoso II Lula II
Le gouvernement Lula da Silva II (en portugais : Governo Lula I) est le cabinet chargé du pouvoir exécutif au sein du gouvernement fédéral du Brésil en fonction entre le 1er janvier 2003 et le 1er janvier 2007.
Il s'agit du premier gouvernement et mandat du président de gauche Luiz Inácio Lula da Silva (PT).
Victorieux à l'issue de l'élection présidentielle de 2002 face à José Serra, il forme un gouvernement ouvert au centre et au centre-droit (centrão), notamment le PMDB, Progressistas et le Parti de la République.

## Contexte
Le 27 octobre 2002, Luiz Inácio Lula da Silva est élu président de la République au second tour de l’élection présidentielle, face à José Serra. Son colistier à la vice-présidence est le centriste José Alencar. Il prend ses fonctions le 1er janvier 2003.
Premier président brésilien de gauche, chantre de la démocratie participative expérimentée à Porto Alegre, il ne remet pas en question la rigueur budgétaire des années précédentes mise en œuvre par son prédécesseur, Fernando Henrique Cardoso, et accepte le code de conduite du Fonds monétaire international (FMI). Il est confronté à la difficulté de mettre en œuvre ses ambitions et aux espoirs qu'il a soulevés auprès de ceux qui l'ont soutenu et espèrent de lui des emplois, des écoles, une couverture sociale généralisée, l'amélioration du service public de l'éducation et de la santé. Lula poursuit la politique exigée par le FMI tout en militant, avec l'Argentine, pour un assouplissement. Il choisit comme ministre de l'Économie Antonio Palocci, ancien trotskiste converti à l'économie du marché, pour renforcer la crédibilité du Brésil et attirer les investissements étrangers.
Cependant, dans les rangs du PT autant que dans les populations des favelas, du Nordeste et dans les usines, l'impatience gronde, les méfiances s'accumulent et les premiers mouvements sociaux se font jour, menés par le Mouvement des sans-toit et le Mouvement des sans-terre. Les appels à la mise en œuvre de ses promesses électorales se multiplient. Fin 2003, les objectifs fixés par le FMI ayant été atteints, Lula annonce que la période de rigueur est arrivée à son terme. La reprise économique se confirme au Brésil à la fin du premier semestre 2004, avec l'augmentation de la production industrielle et la baisse du chômage.

## Composition

### Initiale (1erjanvier 2003)
| Image                                     | Portefeuille                                                    | Titulaire | Titulaire                                      | Parti  |
| ----------------------------------------- | --------------------------------------------------------------- | --------- | ---------------------------------------------- | ------ |
|                                           | Président de la République                                      |           | Luiz Inácio Lula da Silva                      | PT     |
|                                           | Vice-président de la République                                 |           | José Alencar                                   | PL     |
|                                           | Ministre de l'Agriculture et de l'Élevage                       |           | Roberto Rodrigues (pt) (jusqu'au 30/06/2006)   | Indép. |
|                                           | Ministre de l'Agriculture et de l'Élevage                       |           | Luis Carlos Guedes Pinto (pt)                  | Indép. |
|                                           | Ministre des Communications                                     |           | Miro Teixeira (pt) (jusqu'au 01/01/2004)       | PDT    |
|                                           | Ministre des Communications                                     |           | Eunício Oliveira (pt) (jusqu'au 14/07/2005)    | PMDB   |
|                                           | Ministre des Communications                                     |           | Hélio Costa (pt)                               | PMDB   |
|                                           | Ministre de la Culture                                          |           | Gilberto Gil                                   | PV     |
|                                           | Ministre de la Défense                                          |           | José Viegas Filho (jusqu'au 08/11/2004)        | Indép. |
|                                           | Ministre de la Défense                                          |           | José Alencar                                   | PL     |
|                                           | Ministre du Développement agraire                               |           | Miguel Rossetto                                | PT     |
|                                           | Ministre de l'Assistance sociale et de la promotion du Brésil   |           | Benedita da Silva (pt)                         | PT     |
|                                           | Ministre de l'Éducation                                         |           | Cristovam Buarque (jusqu'au 27/01/2004)        | PT     |
|                                           | Ministre de l'Éducation                                         |           | Tarso Genro (jusqu'au 29/07/2005)              | PT     |
|                                           | Ministre de l'Éducation                                         |           | Fernando Haddad                                | PT     |
|                                           | Ministre de l'Environnement                                     |           | Marina Silva                                   | PT     |
|                                           | Ministre des Finances                                           |           | Antonio Palocci (jusqu'au 26/03/2006)          | PT     |
|                                           | Ministre des Finances                                           |           | Guido Mantega                                  | PT     |
|                                           | Ministre de l'Intégration nationale                             |           | Ciro Gomes (jusqu'au 31/03/2006)               | PPS    |
|                                           | Ministre de l'Intégration nationale                             |           | Pedro Brito (pt)                               | PSB    |
|                                           | Ministre de la Justice et de la Sécurité publique               |           | Márcio Thomaz Bastos                           | Indép. |
|                                           | Ministre des Mines et de l'Énergie                              |           | Dilma Rousseff (jusqu'au 21/06/2005)           | PT     |
|                                           | Ministre des Mines et de l'Énergie                              |           | Silas Rondeau (pt)                             | Indép. |
|                                           | Ministre de la Pêche                                            |           | José Fritsch (pt)                              | PT     |
|                                           | Ministre de la Planification, du Budget et de la Gestion        |           | Guido Mantega (jusqu'au 18/11/2004)            | PT     |
|                                           | Ministre de la Planification, du Budget et de la Gestion        |           | Nelson Machado (pt) (jusqu'au 22/03/2005)      | Indép. |
|                                           | Ministre de la Planification, du Budget et de la Gestion        |           | Paulo Bernardo                                 | PT     |
|                                           | Ministre des Relations extérieures                              |           | Celso Amorim                                   | PT     |
|                                           | Ministre des Relations institutionnelles                        |           | José Múcio (pt)                                | PTB    |
|                                           | Ministre de la Santé                                            |           | Humberto Costa (jusqu'au 08/07/2005)           | PT     |
|                                           | Ministre de la Santé                                            |           | José Saraiva Felipe (pt) (jusqu'au 31/03/2006) | PMDB   |
|                                           | Ministre de la Santé                                            |           | Agenor Álvares (pt)                            | Indép. |
|                                           | Ministre de la Sécurité sociale                                 |           | Luiz Marinho (pt)                              | PT     |
|                                           | Ministre des Sciences, de la Technologie et de l'Innovation     |           | Sérgio Machado Rezende                         | PSB    |
|                                           | Ministre des Sports                                             |           | Agnelo Queiroz (pt) (jusqu'au 31/03/2006)      | PCdoB  |
|                                           | Ministre des Sports                                             |           | Orlando Silva (pt)                             | PCdoB  |
|                                           | Ministre du Tourisme                                            |           | Walfrido dos Mares Guia (pt)                   | PTB    |
|                                           | Ministre des Transports                                         |           | Anderson Adauto (pt) (jusqu'au 15/03/2004)     | PL     |
|                                           | Ministre des Transports                                         |           | Alfredo Nascimento (pt) (jusqu'au 31/03/2006)  | PR     |
|                                           | Ministre des Transports                                         |           | Paulo Sérgio Passos (pt)                       | PR     |
|                                           | Ministre du Travail et de l'Emploi                              |           | Jaques Wagner (jusqu'au 23/01/2004)            | PT     |
|                                           | Ministre du Travail et de l'Emploi                              |           | Ricardo Berzoini (jusqu'au 12/07/2005)         | PT     |
|                                           | Ministre du Travail et de l'Emploi                              |           | Luiz Marinho (pt)                              | PT     |
|                                           | Ministre des Villes                                             |           | Olívio Dutra (jusqu'au 20/07/2005)             | PT     |
|                                           | Ministre des Villes                                             |           | Márcio Fortes de Almeida (pt)                  | PP     |
| Organismes ayant le statut de ministère   |                                                                 |           |                                                |        |
|                                           | Chef de cabinet civil de la présidence de la République         |           | José Dirceu (jusqu'au 21/06/2005)              | PT     |
|                                           | Chef de cabinet civil de la présidence de la République         |           | Dilma Rousseff                                 | PT     |
|                                           | Procureur général                                               |           | Álvaro Augusto Ribeiro Costa (pt)              | Indép. |
|                                           | Contrôleur général fédéral                                      |           | Waldir Pires (jusqu'au 31/03/2006)             | PT     |
|                                           | Contrôleur général fédéral                                      |           | Jorge Hage (pt)                                | Indép. |
|                                           | Chef de cabinet de la Sécurité institutionnelle                 |           | Jorge Armando Felix (pt)                       | Indép. |
| Secrétariats ayant le statut de ministère |                                                                 |           |                                                |        |
|                                           | Secrétaire spéciale aux Droits de l'Homme                       |           | Paulo Vannuchi (pt)                            | Indép. |
|                                           | Secrétaire aux politiques de promotion de l'Égalité raciale     |           | Matilde Ribeiro (pt)                           | PT     |
|                                           | Secrétaire spéciale chargée des politiques en faveur des femmes |           | Nilcea Freire (pt)                             | PT     |
|                                           | Secrétaire général de la présidence de la République            |           | Luiz Dulci (pt)                                | PT     |
|                                           | Secrétaire spécial à la communication sociale                   |           | André Singer (pt)                              | PT     |

### Remaniement du 31 mars 2006
- Les nouveaux ministres sont indiqués en gras, ceux ayant changé d'attributions en italique.

| Image                                     | Portefeuille                                                    | Titulaire | Titulaire                          | Parti  |
| ----------------------------------------- | --------------------------------------------------------------- | --------- | ---------------------------------- | ------ |
|                                           | Président de la République                                      |           | Luiz Inácio Lula da Silva          | PT     |
|                                           | Vice-président de la République                                 |           | José Alencar                       | PL     |
|                                           | Ministre de l'Agriculture et de l'Élevage                       |           | Luis Carlos Guedes Pinto (pt)      | Indép. |
|                                           | Ministre des Communications                                     |           | Hélio Costa (pt)                   | PMDB   |
|                                           | Ministre de la Culture                                          |           | Gilberto Gil                       | PV     |
|                                           | Ministre de la Défense                                          |           | José Alencar (jusqu'au 31/05/2006) | PL     |
|                                           | Ministre de la Défense                                          |           | Waldir Pires                       | PT     |
|                                           | Ministre du Développement agraire                               |           | Miguel Rossetto                    | PT     |
|                                           | Ministre de l'Assistance sociale et de la promotion du Brésil   |           | Benedita da Silva (pt)             | PT     |
|                                           | Ministre de l'Éducation                                         |           | Fernando Haddad                    | PT     |
|                                           | Ministre de l'Environnement                                     |           | Marina Silva                       | PT     |
|                                           | Ministre des Finances                                           |           | Guido Mantega                      | PT     |
|                                           | Ministre de l'Intégration nationale                             |           | Pedro Brito (pt)                   | PSB    |
|                                           | Ministre de la Justice et de la Sécurité publique               |           | Márcio Thomaz Bastos               | Indép. |
|                                           | Ministre des Mines et de l'Énergie                              |           | Silas Rondeau (pt)                 | Indép. |
|                                           | Ministre de la Pêche                                            |           | Altemir Gregolin (pt)              | PT     |
|                                           | Ministre de la Planification, du Budget et de la Gestion        |           | Paulo Bernardo                     | PT     |
|                                           | Ministre des Relations extérieures                              |           | Celso Amorim                       | PT     |
|                                           | Ministre des Relations institutionnelles                        |           | José Múcio (pt)                    | PTB    |
|                                           | Ministre de la Santé                                            |           | Agenor Álvares (pt)                | Indép. |
|                                           | Ministre de la Sécurité sociale                                 |           | Luiz Marinho (pt)                  | PT     |
|                                           | Ministre des Sciences, de la Technologie et de l'Innovation     |           | Sérgio Machado Rezende             | PSB    |
|                                           | Ministre des Sports                                             |           | Orlando Silva (pt)                 | PCdoB  |
|                                           | Ministre du Tourisme                                            |           | Walfrido dos Mares Guia (pt)       | PTB    |
|                                           | Ministre des Transports                                         |           | Paulo Sérgio Passos (pt)           | PR     |
|                                           | Ministre du Travail et de l'Emploi                              |           | Luiz Marinho (pt)                  | PT     |
|                                           | Ministre des Villes                                             |           | Márcio Fortes de Almeida (pt)      | PP     |
| Organismes ayant le statut de ministère   |                                                                 |           |                                    |        |
|                                           | Chef de cabinet civil de la présidence de la République         |           | Dilma Rousseff                     | PT     |
|                                           | Procureur général                                               |           | Álvaro Augusto Ribeiro Costa (pt)  | Indép. |
|                                           | Contrôleur général fédéral                                      |           | Jorge Hage (pt)                    | Indép. |
|                                           | Chef de cabinet de la Sécurité institutionnelle                 |           | Jorge Armando Felix (pt)           | Indép. |
| Secrétariats ayant le statut de ministère |                                                                 |           |                                    |        |
|                                           | Secrétaire spéciale aux Droits de l'Homme                       |           | Paulo Vannuchi (pt)                | Indép. |
|                                           | Secrétaire aux politiques de promotion de l'Égalité raciale     |           | Matilde Ribeiro (pt)               | PT     |
|                                           | Secrétaire spéciale chargée des politiques en faveur des femmes |           | Nilcea Freire (pt)                 | PT     |
|                                           | Secrétaire général de la présidence de la République            |           | Luiz Dulci (pt)                    | PT     |
|                                           | Secrétaire spécial à la communication sociale                   |           | André Singer (pt)                  | PT     |